# Frisöndag
Frisöndag är en svensk TV-film från 1961 i regi av Gustaf Molander. I rollerna ses bland andra Torsten Lilliecrona, Margaretha Krook och Birger Malmsten.

## Rollista
- Torsten Lilliecrona – Herr Nilsen
- Margaretha Krook – Marie Dorotea Nilsen
- Birger Malmsten – Benny
- Doris Svedlund – Ida
- Helena Reuterblad – Vera
- Per Jonsson – Lars
- Barbro Oborg – Minna
- John Elfström – värdshusvärden
- Ulla Sjöblom – Meta
- Tor Isedal – förvaltaren
- Inger Juel – blondinen

## Om filmen
Frisöndag är en TV-teatertolkning av en pjäs av Leck Fischer, vilken översattes till svenska av Nils Beyer. Filmen premiärvisades den 28 maj 1961.